# Rapporto Ferns
Il Rapporto Ferns (Ferns Inquiry) fu un'inchiesta governativa ufficiale irlandese del 2005, riguardante le denunce su abusi sessuali o presunti tali che sarebbero stati perpetrati da appartenenti al clero della diocesi di Ferns, Irlanda. L'investigazione fu decisa in conseguenza della diffusione del documentario della BBC Suing the Pope ("Fare causa al Papa"), che rese noto il caso di fra' Sean Fortune, un chierico responsabile di abusi sessuali verso adolescenti. Il film narrava le vicende di Colm O'Gorman e le indagini da questi compiute sul suo violentatore Fortune. O'Gorman, attraverso One in Four, l'organizzazione che egli fondò per aiutare donne e uomini che hanno sperimentato violenze sessuali, ha portato avanti con successo la sua campagna per l'istituzione della Ferns Inquiry.

## Composizione del rapporto
Il Rapporto Ferns fu presentato al governo irlandese il 25 ottobre 2005 e reso pubblico il giorno seguente. Tramite esso furono identificate più di 100 denunce di abusi sessuali su minori presentate tra il 1962 e il 2005 contro ventuno preti che operavano all'interno della diocesi di Ferns. In esso si registrò la repulsione nei riguardi dell'estensione, severità e durata degli abusi sessuali perpetrati a danno dei bambini. Undici dei ventuno preti erano ancora vivi nel 2002.
La natura della risposta data dalle autorità della Chiesa nella Diocesi alle accuse è variata nell'arco di quarant'anni fino al 2002. Il rapporto scoprì che il vescovo Donal J. Herlihy, tra il 1960 e il 1980, trattò gli abusi sessuali compiuti dai preti della diocesi, esclusivamente come una questione morale. Trasferì i preti denunciati ad incarichi differenti o in differenti diocesi per un periodo di tempo, ma in seguito li fece tornare nelle loro precedenti posizioni. Alla fine degli anni Settanta il vescovo Herlihy riconobbe che vi era una dimensione psicologica o medica nella questione degli abusi sessuali su minori. Alcuni preti, rispetto ai quali furono presentate denunce, furono mandati da uno psicologo. Tuttavia, il vescovo assegnò ripetutamente alle curie preti nei confronti dei quali erano state presentate denunce e riguardo ai quali uno psicologo clericale aveva espresso inequivocabili preoccupazioni riguardo alla loro adeguatezza ad interagire con i giovani. Secondo il rapporto, l'assegnazione dei preti sopracitati alle curie, fu totalmente inappropriata e del tutto inspiegabile. Herlihy non incontrò le vittime, pur offrendo loro del supporto finanziario.
Il successore di Herlihy, Brendan Comiskey, istituì diverse indagini fra il 1984 e il 2002 a seguito di denunce presentategli. Tuttavia, queste furono prolungate ed inconcludenti e in tutti i casi non rispettarono lo standard di prove richiesto da Comiskey stesso. Egli quindi non persuase né costrinse ad esimersi dal ministero clericale alcun prete, contro il quale furono presentate denunce. Comiskey inoltre riferì alle autorità civili gli incidenti e le denunce ricevute solo dopo il 1995.
Il rapporto conclude affermando che le autorità della Chiesa, e la società in generale, fallirono nel valutare i danni orrendi che l'abuso sessuale di bambini può causare e aveva causato nel caso in esame. Il rapporto inoltre motiva la risposta dei vescovi agli abusi come la conseguenza di una cultura di secretazione e del timore di causare scandali.

## Imputati
Numerose denunce di abusi furono presentate contro i seguenti uomini di Chiesa:
- Frate James Doyle, la cui ordinazione fu rimandata nel 1973, ma fu compiuta un anno più tardi.

I seguenti quattro sono deceduti:
- Frate James Grennan, molestò sessualmente delle ragazze nella chiesa di Monageer, contea di Wexford, mentre ne ascoltava le confessioni
- Il canonico Martin Clancy, molestò una donna nella sua stessa casa.
- Frate Seán Fortune, le indagini sul quale sono raccontate nel documentario della BBC.
- Frate Donal Collins, trasferito dal St Peter's College, Wexford, a Londra nel 1966, ma reintegrato nel College nel 1968